# نهر روزيزي
نهر روزيزي هو نهر يبلغ طوله 117 كيلومتر (73 ميل). يتدفق من بحيرة كيفو إلى بحيرة تنجانيقا في وسط إفريقيا وينحدر من ارتفاع نحو 1,500 متر (4,900 قدم) إلى نحو 770 متر (2,530 قدم) فوق مستوى سطح البحر على طوله. تحدث أشد درجات الانحدار في أول 40 كيلومتر (25 ميل)، حيث بنيت السدود الكهرومائية.يتدفق النهر إلى بحيرة تنجانيقا عبر دلتا مع واحدة أو قناتين صغيرتين تنفصل عن القناة الرئيسية.
تشكل النهر منذ نحو 10000 عام عندما خلقت البراكين المرتبطة بالتصدع القاري جبال فيرونجا. أغلقت الجبال المنفذ السابق لبحيرة كيفو إلى حوض تصريف النيل وبدلاً من ذلك أجبرت البحيرة على التدفق جنوبًا أسفل نهر روزيزي وحوض الصرف في نهر الكونغو.